# Notation 3 (Informatik)
Notation 3 (auch Notation3, kurz N3) ist eine von Tim Berners-Lee entwickelte formale Sprache, die als Syntax für RDF-Daten verwendet werden kann. Im Gegensatz zu Turtle, einer Untermenge von Notation3, geht die Sprache über allgemeines RDF hinaus. Die zusätzlichen Sprachelemente wie Formeln, Regeln und Variablen lassen sich jedoch bei Bedarf auch vollständig in einfachem RDF ausdrücken. Aufgrund der besseren Lesbarkeit im Vergleich zu RDF/XML eignet sich Notation3 gut, um anhand von RDF-Beispielen in N3 die Grundlagen des Semantischen Webs kennenzulernen.
Der MIME-Type für Notation3 ist text/n3, die Zeichenkodierung ist auf UTF-8 festgelegt.

## Beispiel
Das folgende RDF-Modell im XML-Format (RDF-XML)
```
<rdf:RDF

    
xmlns:rdf=
"http://www.w3.org/1999/02/22-rdf-syntax-ns#"

    
xmlns:dc=
"http://purl.org/dc/elements/1.1/"
>

  
<rdf:Description
 
rdf:about=
"http://de.wikipedia.org/wiki/Tim_Berners-Lee"
>

    
<dc:title>
Tim
 
Berners-Lee
</dc:title>

    
<dc:publisher>
Wikipedia
</dc:publisher>

  
</rdf:Description>

</rdf:RDF>

```

kann wie folgt in Notation 3 ausgedrückt werden:
```
@prefix
 
dc:
 
<http://purl.org/dc/elements/1.1/>
.

<http://de.wikipedia.org/wiki/Tim_Berners-Lee>

    
dc
:
title
 
"Tim Berners-Lee"
;

    
dc
:
publisher
 
"Wikipedia"
.

```

Es besagt, dass die Wikipedia-Seite über Tim Berners-Lee den Titel Tim Berners-Lee hat und der Herausgeber Wikipedia ist.
Dieses Beispiel ist auch gültiges Turtle.